# 克雷迪特里弗 (明尼蘇達州)
克雷迪特里弗（英語：Credit River）是一個位於美國明尼蘇達州斯科特縣的城市。

## 歷史
克雷迪特里弗鎮區於1858年成立，得名自當地同名的河。2015年，明尼蘇達州政府首次將克雷迪特里弗鎮區升格為城市一事提上日程。克雷迪特里弗於2021年5月11日正式成為城市。

## 人口
根據2020年美國人口普查的數據，克雷迪特里弗的面積為61.60平方千米，當中陸地面積為60.50平方千米，而水域面積為1.10平方千米。當地共有人口5493人，而人口密度為每平方千米89人。